# Josef Ackermann
Josef Ackermann född 7 februari 1948 i Walenstadt, St. Gallen, Schweiz, är en schweizisk bankman och VD för Deutsche Bank. Han har varit styrelsemedlem i Deutsche Bank sedan 1996.